# Armenia Balducci
Armenia Balducci, también conocida bajo el seudónimo de Bella Visconti (Roma, 13 de marzo de 1933-Roma, 29 de julio de 2022), fue una actriz, guionista y directora italiana.

## Biografía
Balducci había sido elegida Miss Testaccio y tuvo una corta carrera actoral, actuando bajo el seudónimo de Bella Visconti, que abarcó seis películas entre 1953 y 1956; recién en 1970 volvió frente a las cámaras para una aparición en Sacco y Vanzetti. También actuó en teatro; fue políticamente activa (junto con su compañero sentimental de mucho tiempo Gian Maria Volontè) en varios partidos de izquierda y fue dos veces secretaria de redacción de Elio Petri. En 1978 y 1980 dirigió dos películas que hacían una mirada crítica o satírica a la burguesía y sus representantes policiales, pero fueron fracasos económicos. De 1986 a 1993 y nuevamente en 2002 trabajó como guionista de películas de Giuseppe Ferrara. En el mismo año, su película La rivincita, filmada en material digital, se estrenó en el Festival de Cine Tierra di Siena.

## Filmografía

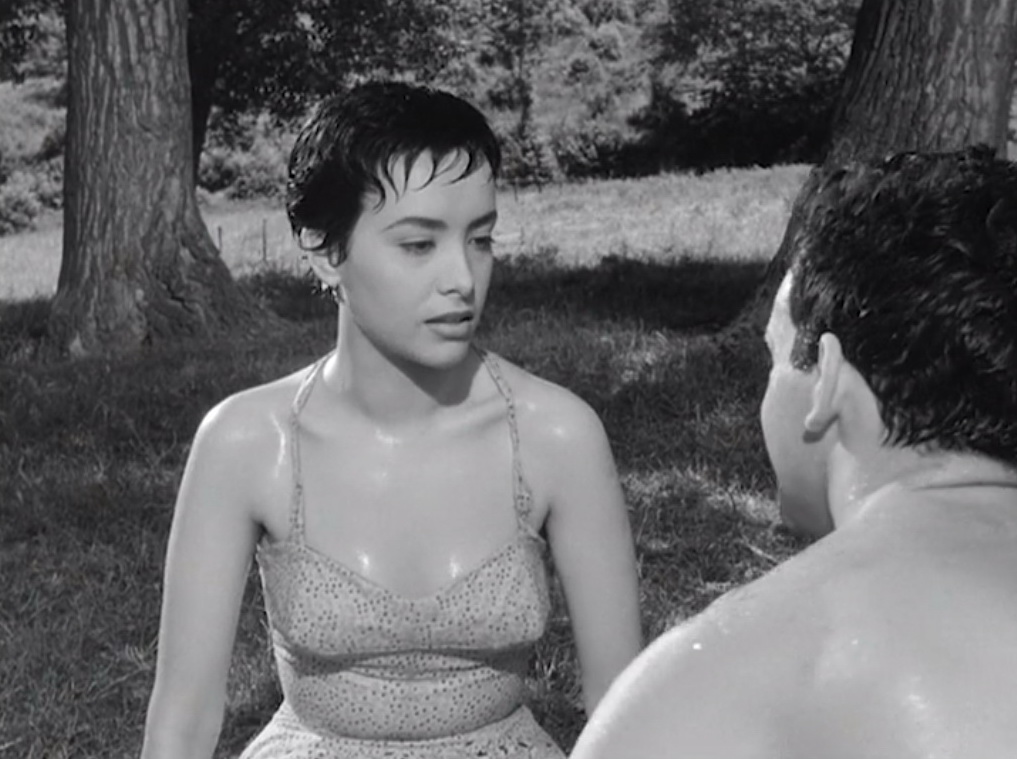
Balducci en El amor llega en verano (1956).

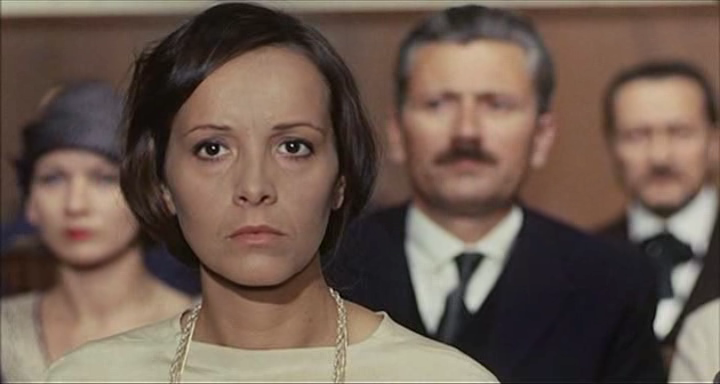
Balducci en Sacco y Vanzetti (1971).

### Como actriz
- Años fáciles (1953)
- Un giorno in pretura (1954)
- Questa è la vita (1954)
- L'arte di arrangiarsi (1954)
- Ragazze d'oggi (1955)
- El amor llega en verano (1956)
- Sacco y Vanzetti (1971)

### Como directora
- Amo non amo (1979)
- Stark System (1980)
- La rivincita (2002)

### Como guionista
- Amo non amo (1979)
- Stark System (1980)
- El caso Moro (1986)
- Narcos (1992)
- Giovanni Falcone (1993)
- I banchieri di Dio - Il caso Calvi (2002)